# Orsak och verkan
Orsak och verkan är Åsa Gustafssons första album och det släpptes den 26 mars 2014. Två singlar har släppts från albumet, "Orsak och verkan" och "Småkakor".
Åsa Gustafsson har skrivit texterna till de nio låtarna. För tonsättningen svarar Lotta Wenglén.
Lotta Wenglén svarar även för produktionen genom sitt skivbolag Margit Music. Skivan spelades in i Margit Musics Studio Böste utanför Malmö hösten 2013.
I juli 2014 släpptes en första video från plattan med låten "Käre Nån". För idé och klippning står Cecilia Nordlund och för foto Nanna Huolman.

## Medverkande
Musiken framförs av Åsa Gustafssons band Den offentliga sektorn. På albumet gästspelar även Magnus Sveningsson och Åsa Gustafssons sambo Magnus Rylander.
- Åsa Gustafsson: Sång, munspel och tvärflöjt
- Lotta Wenglén: Gitarr och kör
- Christine Owman: Cello och kör
- Sverker Stenbäcken: Trummor
- Magnus Sveningsson: Elbas
- Magnus Rylander: Syntljud

## Influenser och musikstil
Låtarna på Orsak och verkan har beskrivit som svenska uppriktiga texter klädda i en amerikansk singer/songwriterinfluerad tradition à la 1970-tal. Gustafsson har bland annat inspirerats av Gillian Welch, Crooked Still, Howlin' Wolf och Monica Zetterlund. 
Texterna berör vardagsämnen sett ur en kvinnas perspektiv, mitt i livet. Åsa Gustafsson berättar om tabun som utanförskap, dålig självkänsla, ensamhet, könsrollernas påverkan på henne och hennes vänner och före detta partners. Hon pratar om modet att våga berätta om självmord, tablettmissbruk, förlorad kärlek och hur vissa människor i samhället är mer privilegierade än andra.

## Recensioner
Texterna har kallats för "diskbänksrealism, men inte av den grå och tråkiga pekpinnesorten, utan utförd med oväntade vändningar i texterna, underfundigheter, en intim personlighet och en massa igenkännerikedom." 

## Låtlista
1. "Orsak och verkan" (Text Åsa Gustafsson, musik Lotta Wenglén) – 3:38
2. "Käre nån" (Text Åsa Gustafsson, musik Lotta Wenglén) – 4:17
3. "Fritt land" (Text Åsa Gustafsson, musik Lotta Wenglén) – 5:42
4. "Nu ska jag hem" (Text Åsa Gustafsson, musik Lotta Wenglén) – 3:37
5. "Minns du" (Text Åsa Gustafsson, musik Lotta Wenglén) – 3:47
6. "Naken i hissen" (Text Åsa Gustafsson, musik Lotta Wenglén) – 4:32
7. "Småkakor" (Text Åsa Gustafsson, musik Lotta Wenglén) – 2:50
8. "Lyckan" (Text Åsa Gustafsson, musik Lotta Wenglén) – 3:25
9. "Jag kan tala med ministrar" (Text Åsa Gustafsson, musik Lotta Wenglén) – 1:59

## Singlar
1. "Orsak Och Verkan" (2013-12-16)
2. "Småkakor" (2014-03-19)

## Video
1. "Käre Nån" (2014-07-28)